# 吉林文庙
43°50′20″N 126°33′53″E / 43.83889°N 126.56472°E
吉林文庙位于中国吉林省吉林市昌邑区南昌路2号，是清朝在东北建立的第一座孔庙，2006年被列为第六批全国重点文物保护单位。
吉林文庙始建于清乾隆元年（1736年），宣统元年（1909年）移至现址并扩建。文庙坐北朝南，占地16354平方米，建筑面积2997平方米。中轴线上有照壁、泮池、状元桥、棂星门、大成门、大成殿、崇圣殿等建筑，两侧有东西辕门、金声门、玉振门、东西官厅、省牲厅、祭乐器库、名宦祠、乡贤祠等建筑。主体建筑大成殿面阔十一间、进深五间，重檐歇山顶，殿前有月台。崇圣殿面阔七间，单檐歇山顶。

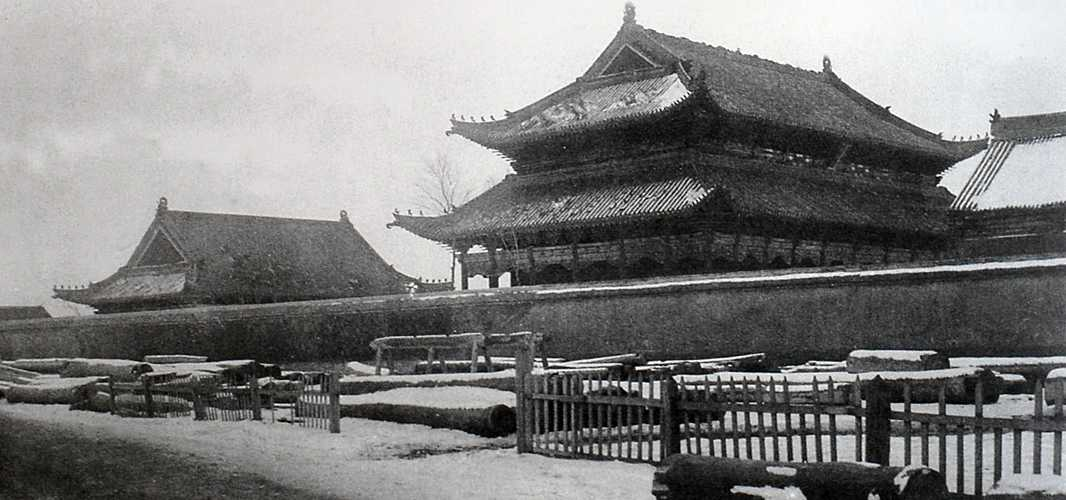
1925年的吉林文庙，左为崇圣殿，右为大成殿